# Anthony Hopwood
Anthony George Hopwood est un universitaire britannique spécialisé en comptabilité à l'Université d'Oxford. Il est rédacteur en chef fondateur de Comptabilité, Organisations et Société et doyen de la Saïd Business School.

## Biographie
Hopwood est né en 1944 à Stoke-on-Trent, au Royaume-Uni. Il grandit dans la ville voisine de Burslem et fréquente le lycée Hanley. Il étudie ensuite la comptabilité à la London School of Economics. En 1965, il s'installe à Chicago en tant que boursier Fulbright pour fréquenter la Graduate School of Business de l'Université de Chicago. C'est là qu'il obtient son MBA et son doctorat.
Il est professeur à la Manchester Business School de 1970 à 1973. Il enseigne ensuite à la London Business School avant de rejoindre la London School of Economics. Il y devient professeur de comptabilité internationale et de gestion financière en 1985. En 1995, il rejoint la Saïd Business School de l'Université d'Oxford, dont il est nommé doyen en 1999. Il occupe ce poste jusqu'en 2006,. Hopwood est professeur associé au Centre d'études de gestion d'Oxford de 1976 à 1978 et membre du Templeton College de 1995 à 1997.
Hopwood fonde la revue Accounting, Organizations and Society en 1976, dont il est le rédacteur en chef jusqu'à sa retraite en 2009.

## Recherches
Les recherches doctorales de Hopwood s'appuient sur la psychologie sociale et la sociologie de la dynamique de groupe pour étudier la comptabilité dans le contexte d'une aciérie à Gary, dans l'Indiana. Ses recherches montrent que des processus apparemment techniques, comme l’établissement de budgets, sont des phénomènes comportementaux complexes. Il montre que les décideurs sont des êtres humains, avec des objectifs qui peuvent différer de ceux de leur organisation.
Tout au long de sa carrière, Hopwood se concentre sur les processus politiques et les facteurs psychologiques derrière la comptabilité. Il soutient que la comptabilité n’est pas un phénomène technique neutre, mais un processus profondément social qui a un impact sur la société de nombreuses manières. Il insiste sur le fait que la comptabilité devait être étudiée dans ses contextes sociaux et organisationnels.
Les recherches de Hopwood établissent les principes et méthodes de base de la recherche sur les aspects comportementaux, organisationnels et sociaux de la comptabilité.

## Publications
- Burchell, S., Clubb, C., Hopwood, A., Hughes, J. et Nahapiet, J. (1980). The roles of accounting in organizations and society . Comptabilité, Organisations et Société, 5(1), 5-27.
- Hopwood, AG (1987). The archaeology of accounting systems . Comptabilité, Organisations et Société, 12(3), 207-234.
- Hopwood, AG (1983). On trying to study accounting in the contexts in which it operates . Comptabilité, Organisations et Société, 8(2-3), 287-305.
- Hopwood, AG (1972). An empirical study of the role of accounting data in performance evaluation . Journal de recherche comptable, 10:156-182.
- Hopwood, AG (1976). CAccounting and Human Behaviour  Englewood Cliffs, New Jersey : Prentice-Hall.